# Annegrit (cráter)

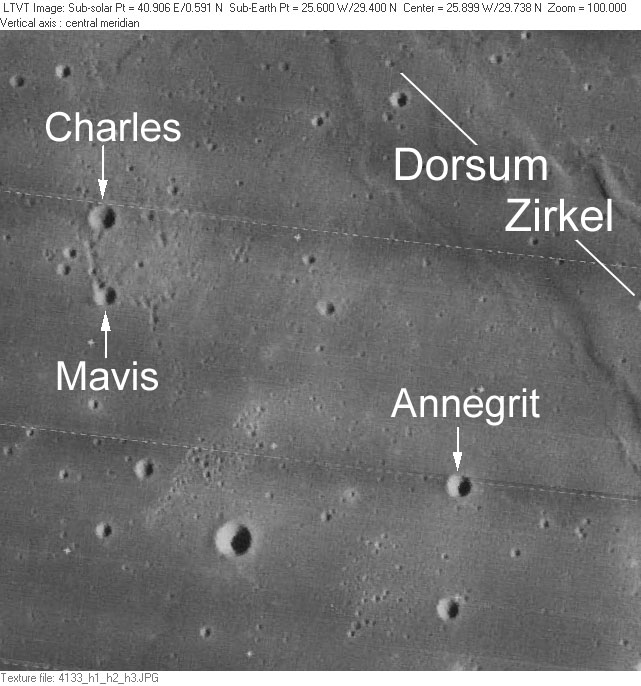
Entorno de Annegrit

Annegrit es un pequeño cráter de impacto perteneciente a la cara visible de la Luna. Está situado sobre el Mare Imbrium, al norte del Mons La Hire y al este del cráter Caventou. Sus vecinos más cercanos son otros dos pequeños cráteres, situados al noroeste: Charles y Mavis.
|  |

El cráter tiene forma de copa. La altura del brocal sobre el terreno circundante es de unos 40 m. Según sus características morfológicas, pertenece al tipo ALC (en referencia a un representante típico de esta clase, el cráter Albategnius C).
El nombre procede de una designación originalmente no oficial contenida en la página 40A1/S1 de la serie de planos del Lunar Topophotomap de la NASA, que fue adoptada por la UAI en 1976.